# Corapipo
Corapipo – rodzaj ptaków z podrodziny gorzyków (Piprinae) w rodzinie gorzykowatych (Pipridae).

## Występowanie
Rodzaj obejmuje gatunki występujące w Ameryce Południowej i Centralnej.

## Morfologia
Długość ciała 8,5–10 cm; masa ciała 8,1–12,5 g (samice są nieco cięższe od samców).

## Systematyka

### Etymologia
Corapipo: gr. κοραξ korax, κορακος korakos „kruk” (tj. czarny), od κρωζω krōzō „krakać” lub κορη korē „dziewica, nimfa, kukła” lub κορη korē „lśniąca źrenica oka”; łac. pipo „gorzyk”.

### Podział systematyczny
Do rodzaju należą następujące gatunki:
- Corapipo gutturalis (Linnaeus, 1766) – białobrodzik amazoński
- Corapipo altera Hellmayr, 1906 – białobrodzik panamski
- Corapipo leucorrhoa (P.L. Sclater, 1863) – białobrodzik kolumbijski